# Dekanat skidelski
Dekanat skidelski – jeden z dziewięciu dekanatów wchodzących w skład eparchii grodzieńskiej i wołkowyskiej Egzarchatu Białoruskiego Patriarchatu Moskiewskiego.

## Parafie w dekanacie
- Parafia Podwyższenia Krzyża Pańskiego w Hołowaczach
  - Cerkiew Podwyższenia Krzyża Pańskiego w Hołowaczach
- Parafia Spotkania Pańskiego w Hoży
  - Cerkiew Spotkania Pańskiego w Hoży
  - Cerkiew św. Julianny Holszańskiej w Hoży
- Parafia św. Jerzego Zwycięzcy w Huszczycach
  - Cerkiew św. Jerzego Zwycięzcy w Huszczycach
- Parafia św. Aleksandra Newskiego w Indurze
  - Cerkiew św. Aleksandra Newskiego w Indurze
- Parafia Świętego Ducha w Jeziorach
  - Cerkiew Świętego Ducha w Jeziorach
- Parafia Przemienienia Pańskiego w Komotowie
  - Cerkiew Przemienienia Pańskiego w Komotowie
- Parafia Zaśnięcia Najświętszej Maryi Panny w Kopciówce
  - Cerkiew Zaśnięcia Najświętszej Maryi Panny w Kopciówce
- Parafia Obrazu Chrystusa Zbawiciela Nie Ludzką Ręką Uczynionego w Korobczycach
  - Cerkiew św. Zofii Słuckiej w Korobczycach
- Parafia św. Jana Kormiańskiego w Kwasówce
  - Cerkiew św. Jana Kormiańskiego w Kwasówce
- Parafia św. Mikołaja Cudotwórcy w Łaszy
  - Cerkiew św. Mikołaja Cudotwórcy w Łaszy
- Parafia Opieki Matki Bożej w Milkowszczyźnie
  - Cerkiew Opieki Matki Bożej w Milkowszczyźnie
- Parafia Narodzenia Najświętszej Maryi Panny w Nowosiółkach
  - Cerkiew Narodzenia Najświętszej Maryi Panny w Nowosiółkach
- Parafia św. Serafina z Sarowa w Obuchowie
  - Cerkiew św. Serafina z Sarowa w Obuchowie
- Parafia Opieki Matki Bożej w Poniżanach
  - Cerkiew Opieki Matki Bożej w Poniżanach
- Parafia Kazańskiej Ikony Matki Bożej w Porzeczu
  - Cerkiew Kazańskiej Ikony Matki Bożej w Porzeczu
  - Kaplica św. Gabriela Zabłudowskiego w Rybnicy
- Parafia św. Michała Archanioła w Skidlu
  - Cerkiew św. Michała Archanioła w Skidlu
- Parafia Świętych Nowomęczenników i Wyznawców Ziemi Białoruskiej w Skidlu
  - Cerkiew Świętych Nowomęczenników i Wyznawców Ziemi Białoruskiej w Skidlu
- Parafia Przemienienia Pańskiego w Sopoćkiniach
  - Cerkiew Przemienienia Pańskiego w Sopoćkiniach
- Parafia Podwyższenia Krzyża Pańskiego w Świsłoczy
  - Cerkiew Podwyższenia Krzyża Pańskiego w Świsłoczy
- Parafia św. Aleksandra Newskiego w Wiercieliszkach
  - Cerkiew św. Aleksandra Newskiego w Wiercieliszkach
- Parafia Zwiastowania Przenajświętszej Bogurodzicy w Żydomli
  - Cerkiew Zwiastowania Przenajświętszej Bogurodzicy w Żydomli

## Galeria

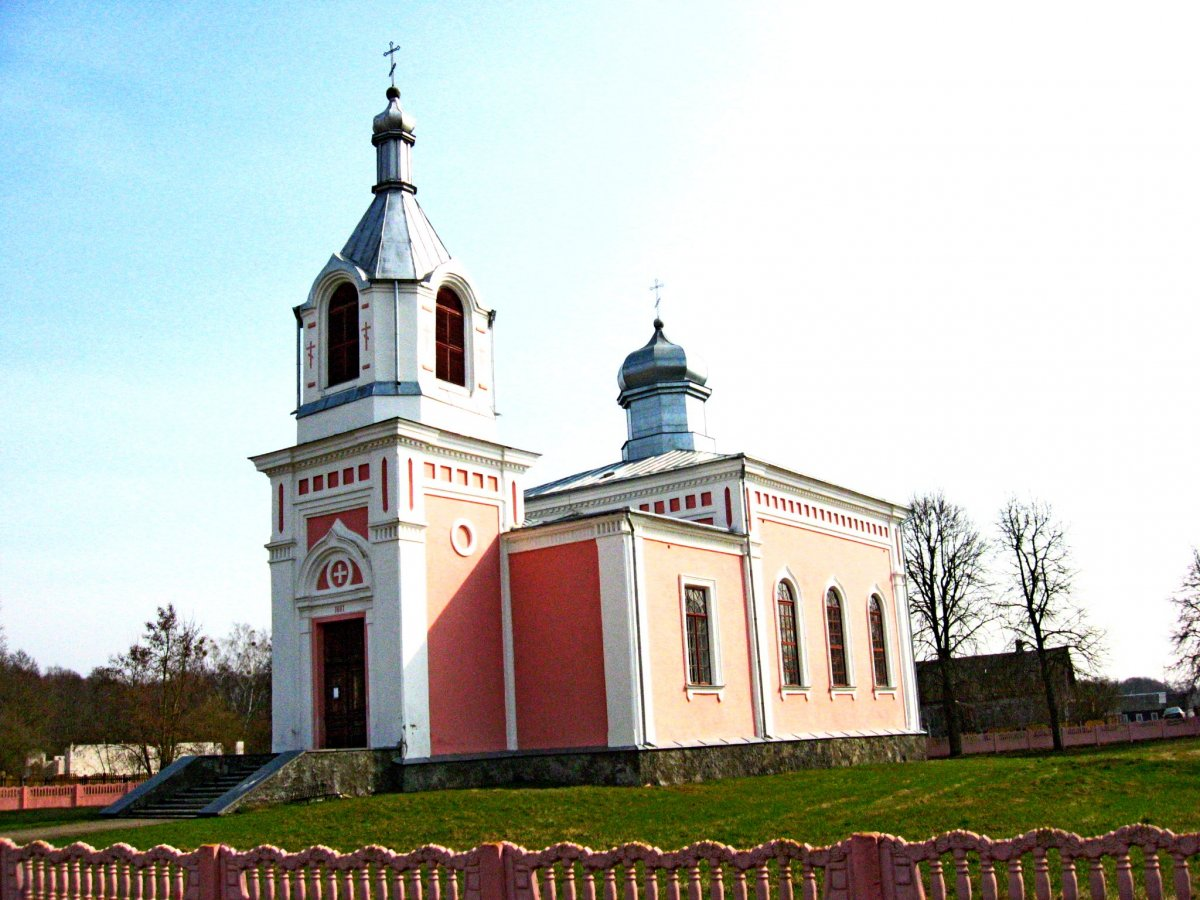
Cerkiew Podwyższenia Krzyża Pańskiego w Hołowaczach
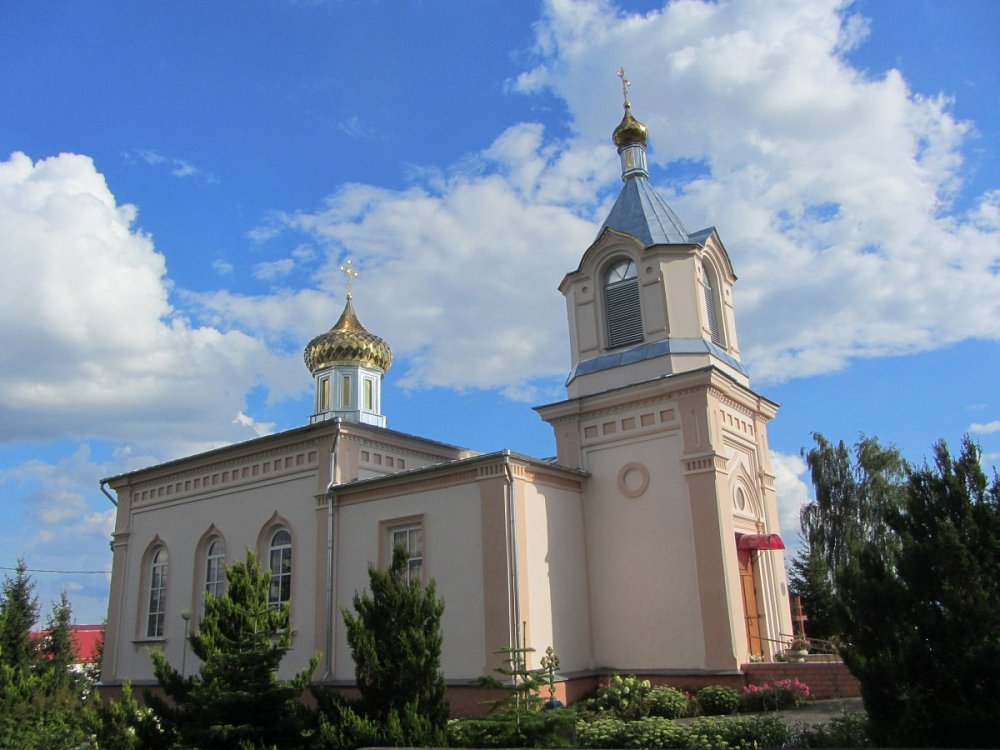
Cerkiew św. Aleksandra Newskiego w Indurze
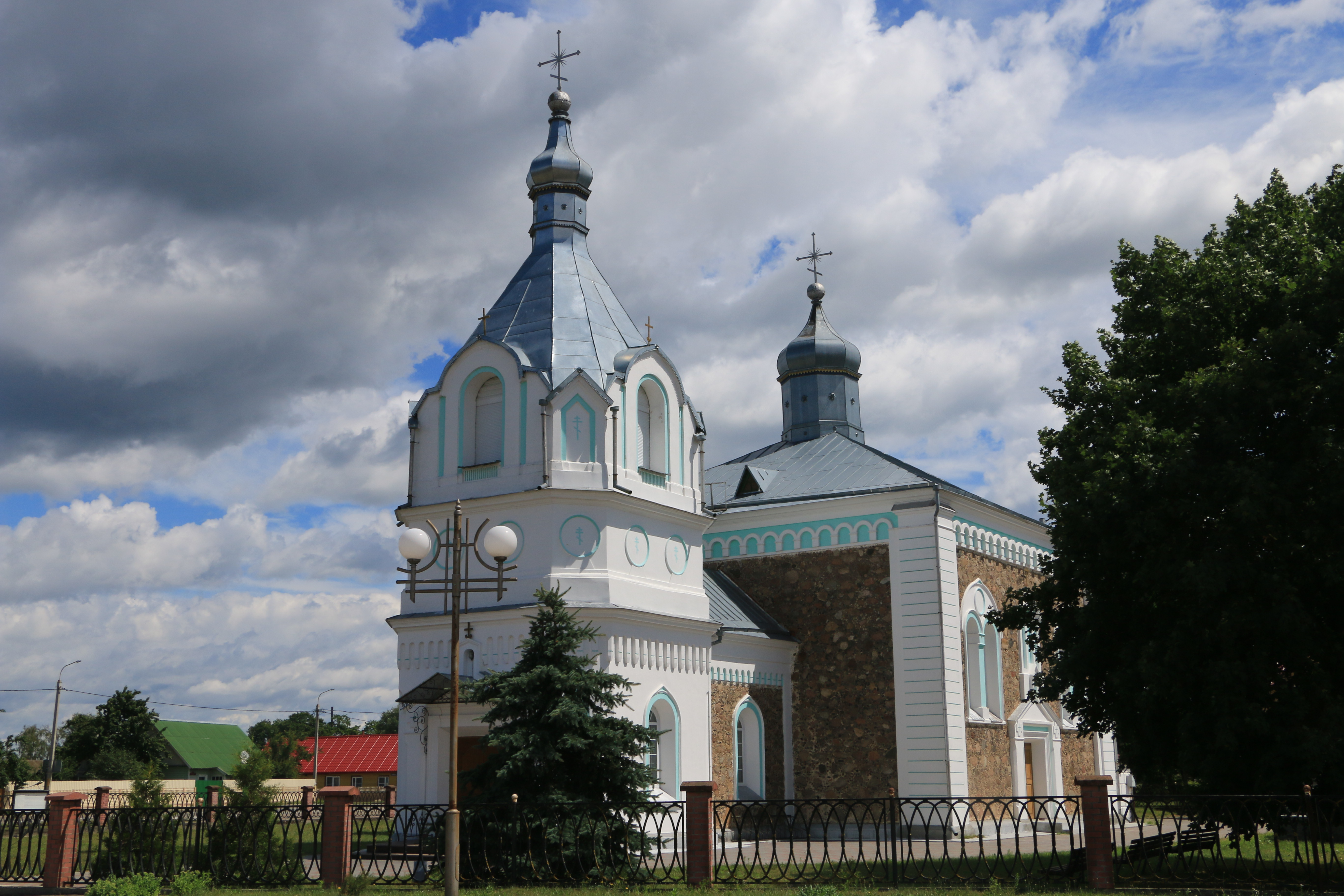
Cerkiew Świętego Ducha w Jeziorach
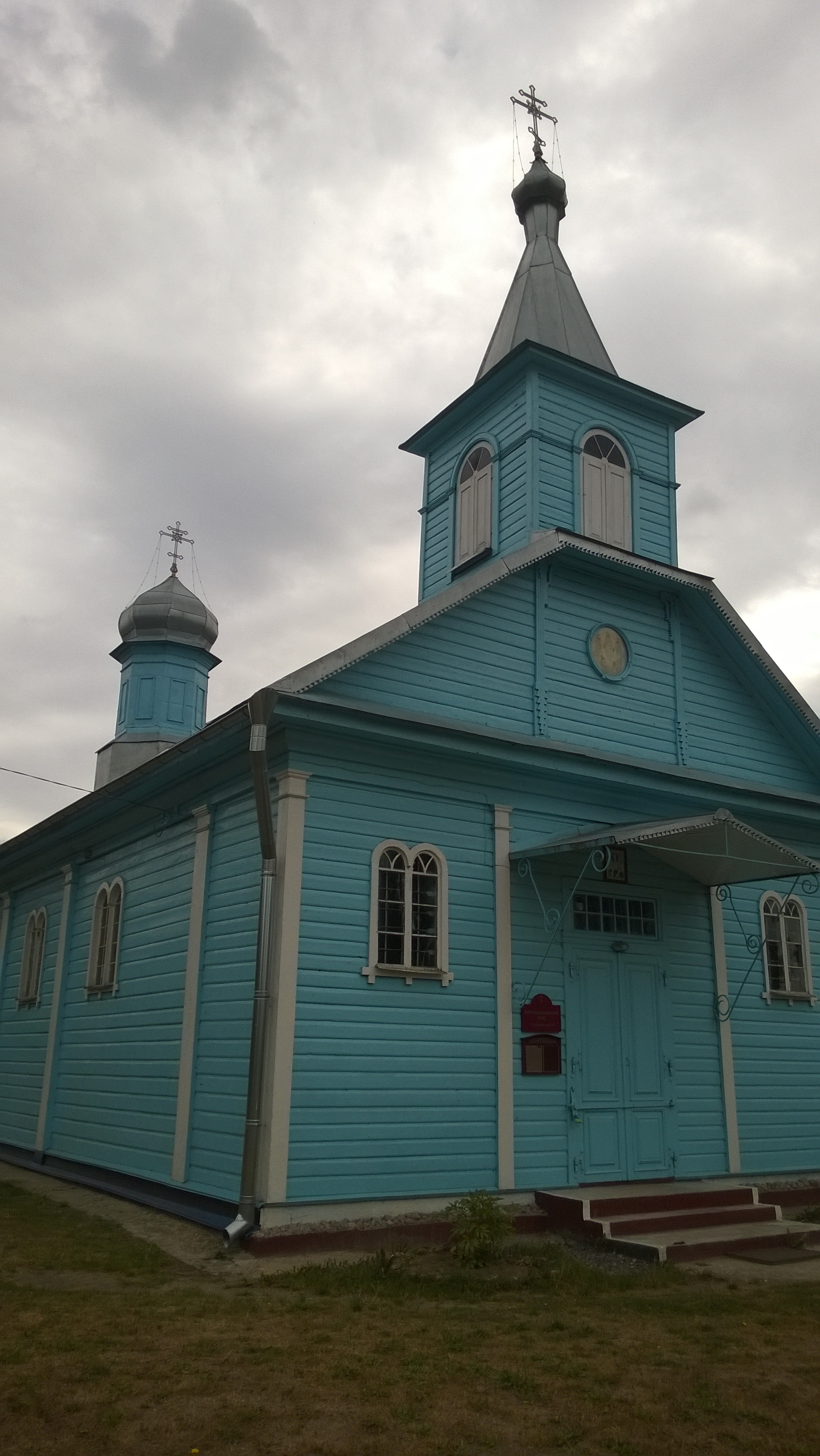
Cerkiew Przemienienia Pańskiego w Komotowie
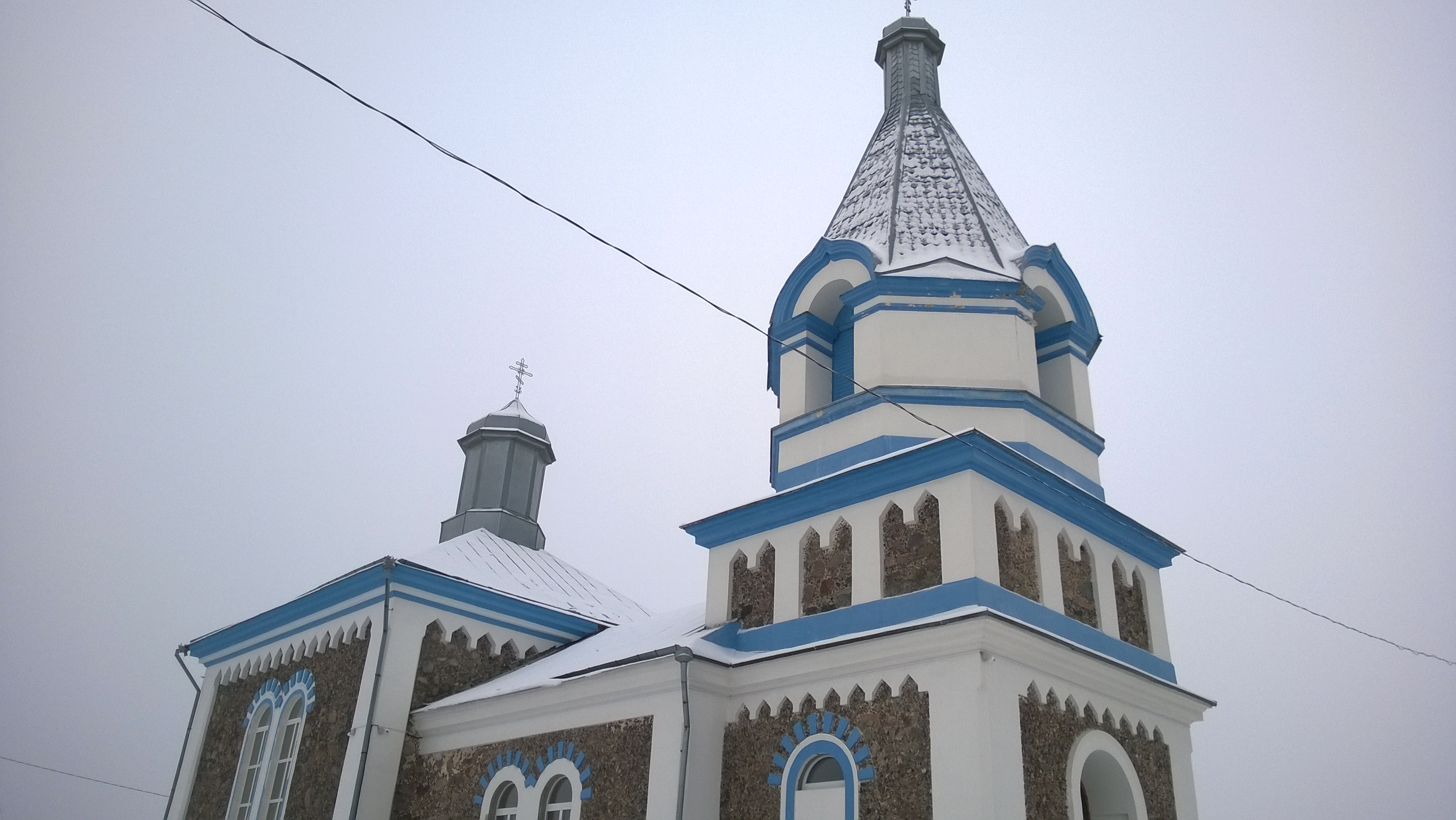
Cerkiew Zaśnięcia Najświętszej Maryi Panny w Kopciówce
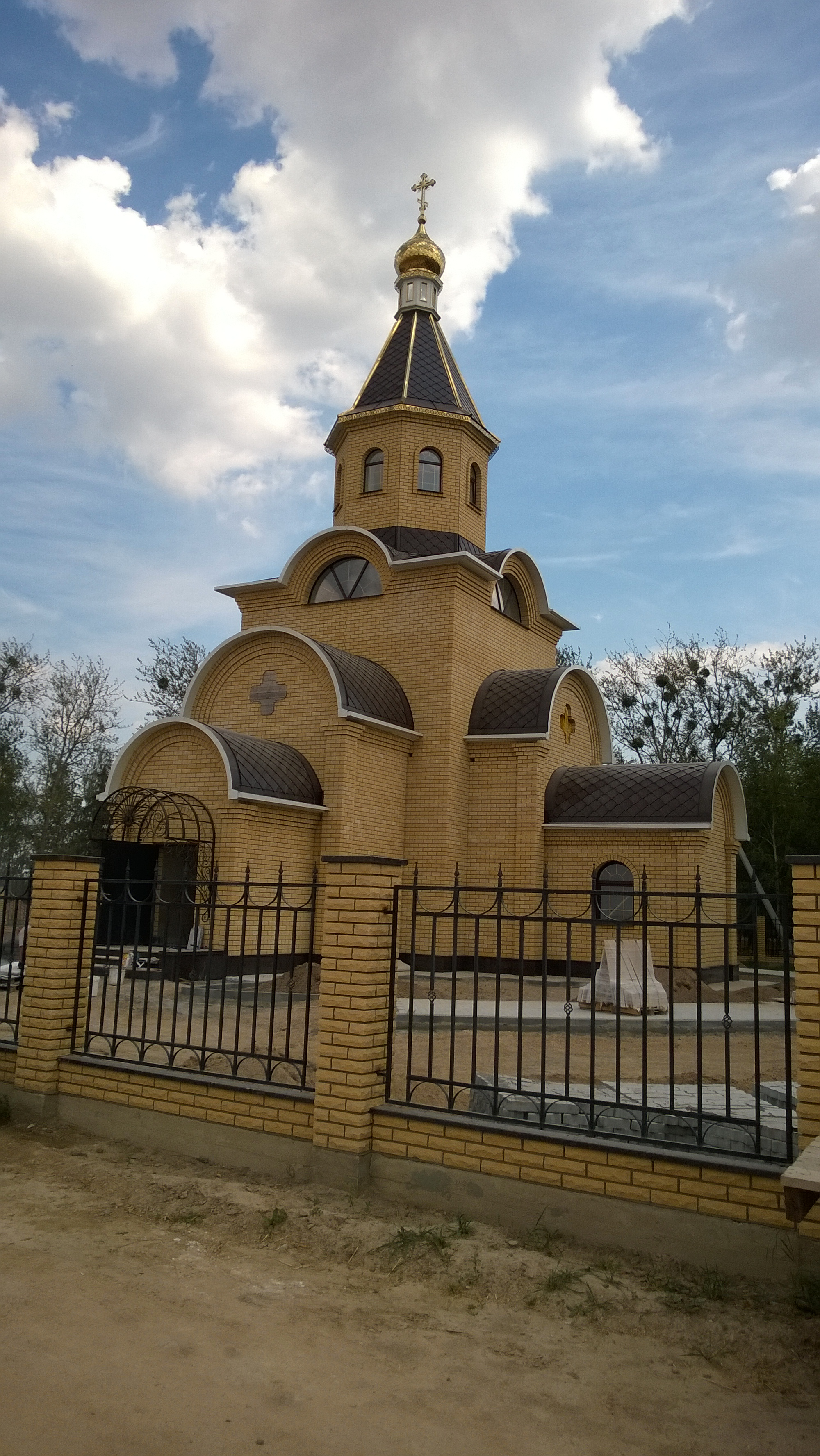
Cerkiew św. Jana Kormiańskiego w Kwasówce
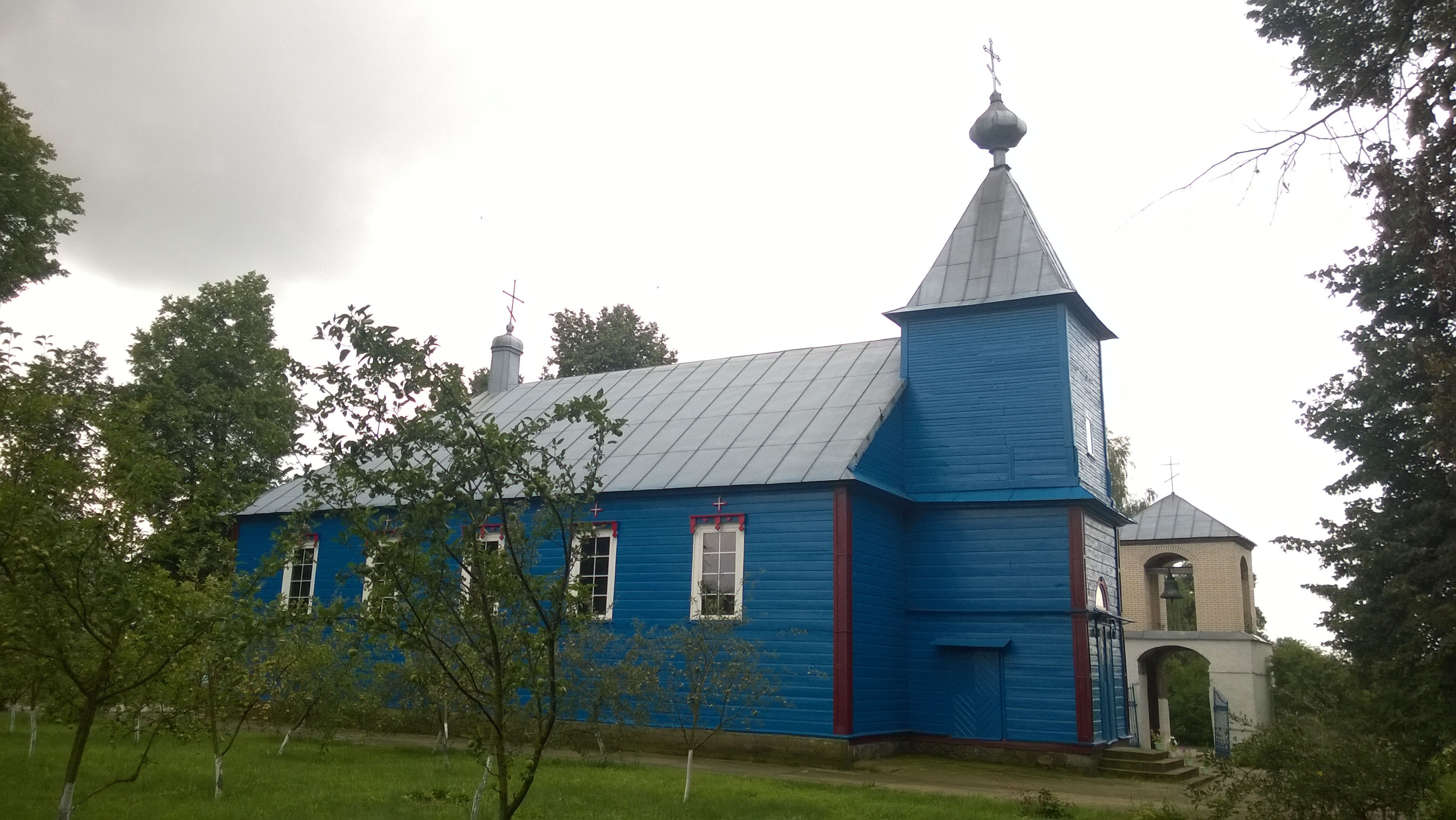
Cerkiew św. Mikołaja Cudotwórcy w Łaszy
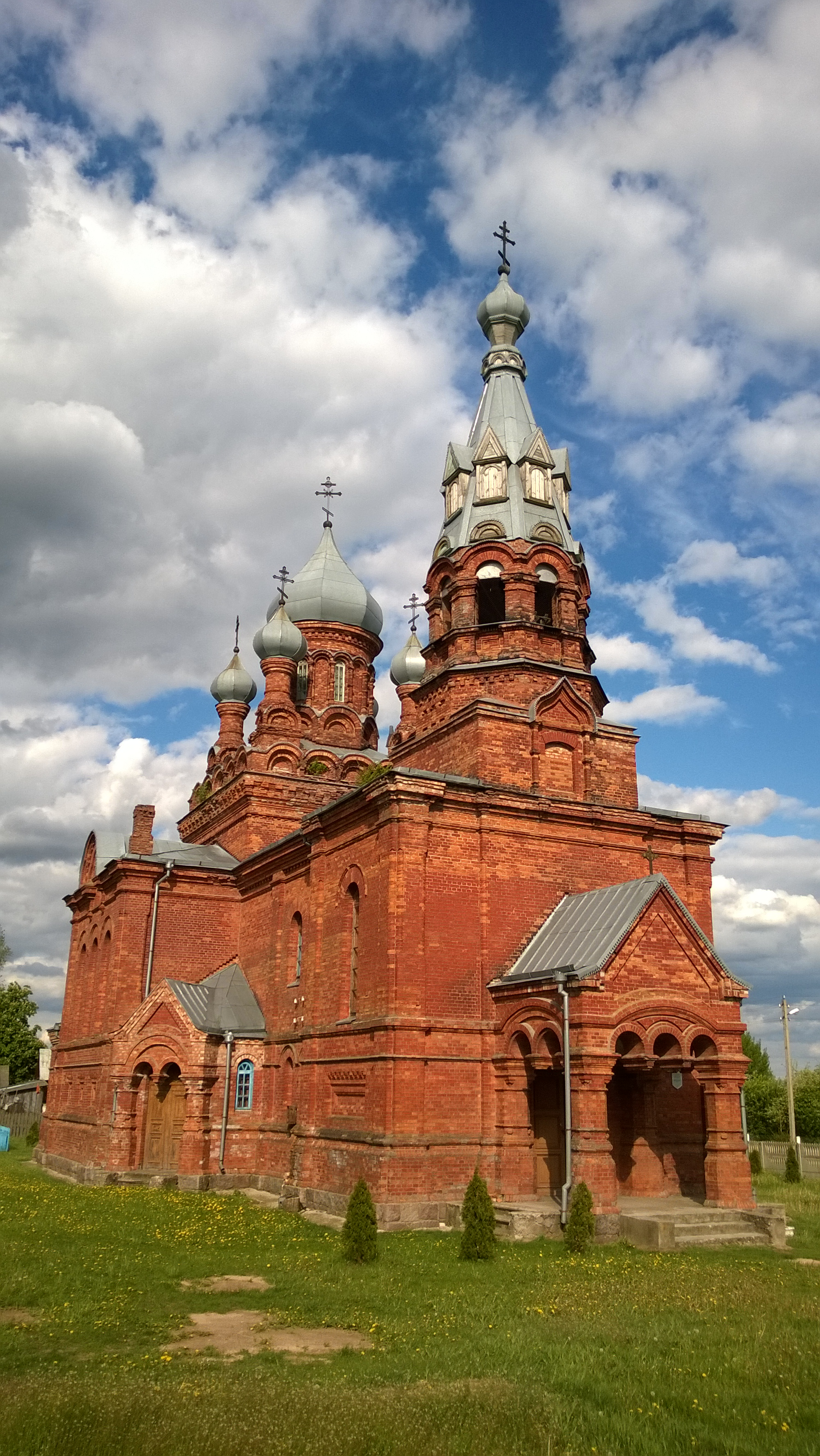
Cerkiew Opieki Matki Bożej w Milkowszczyźnie
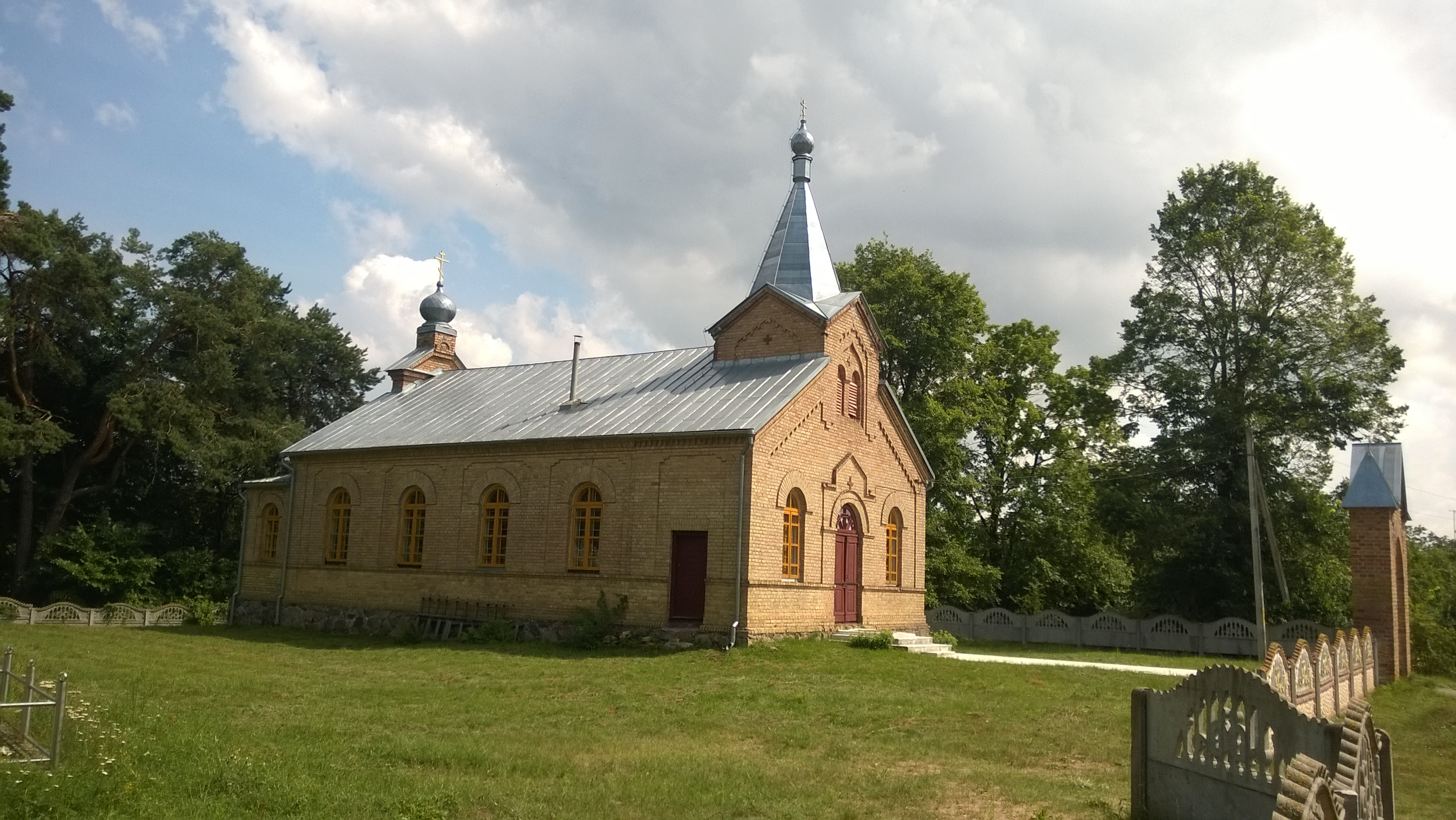
Cerkiew Opieki Matki Bożej w Poniżanach
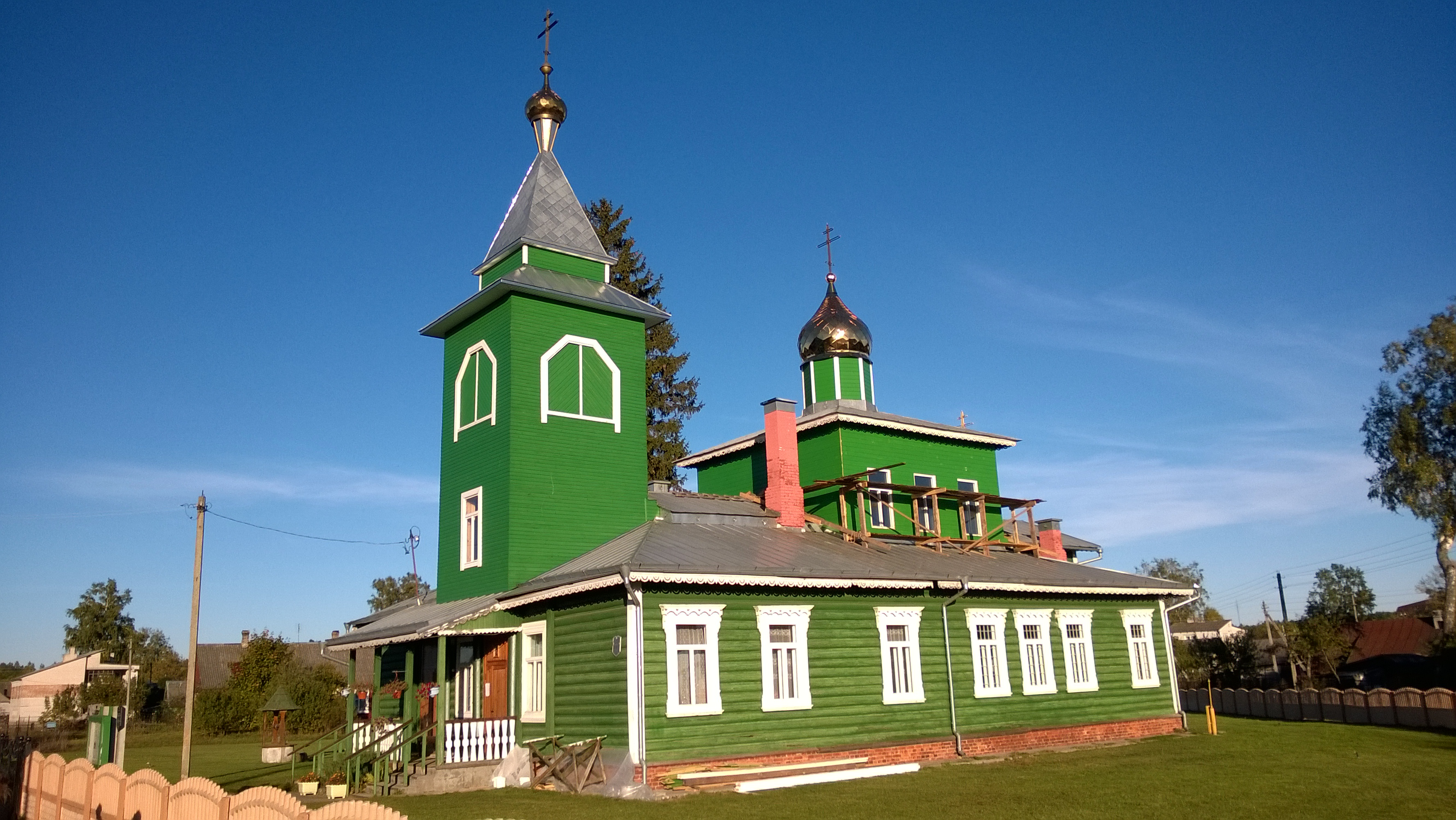
Cerkiew Kazańskiej Ikony Matki Bożej w Porzeczu
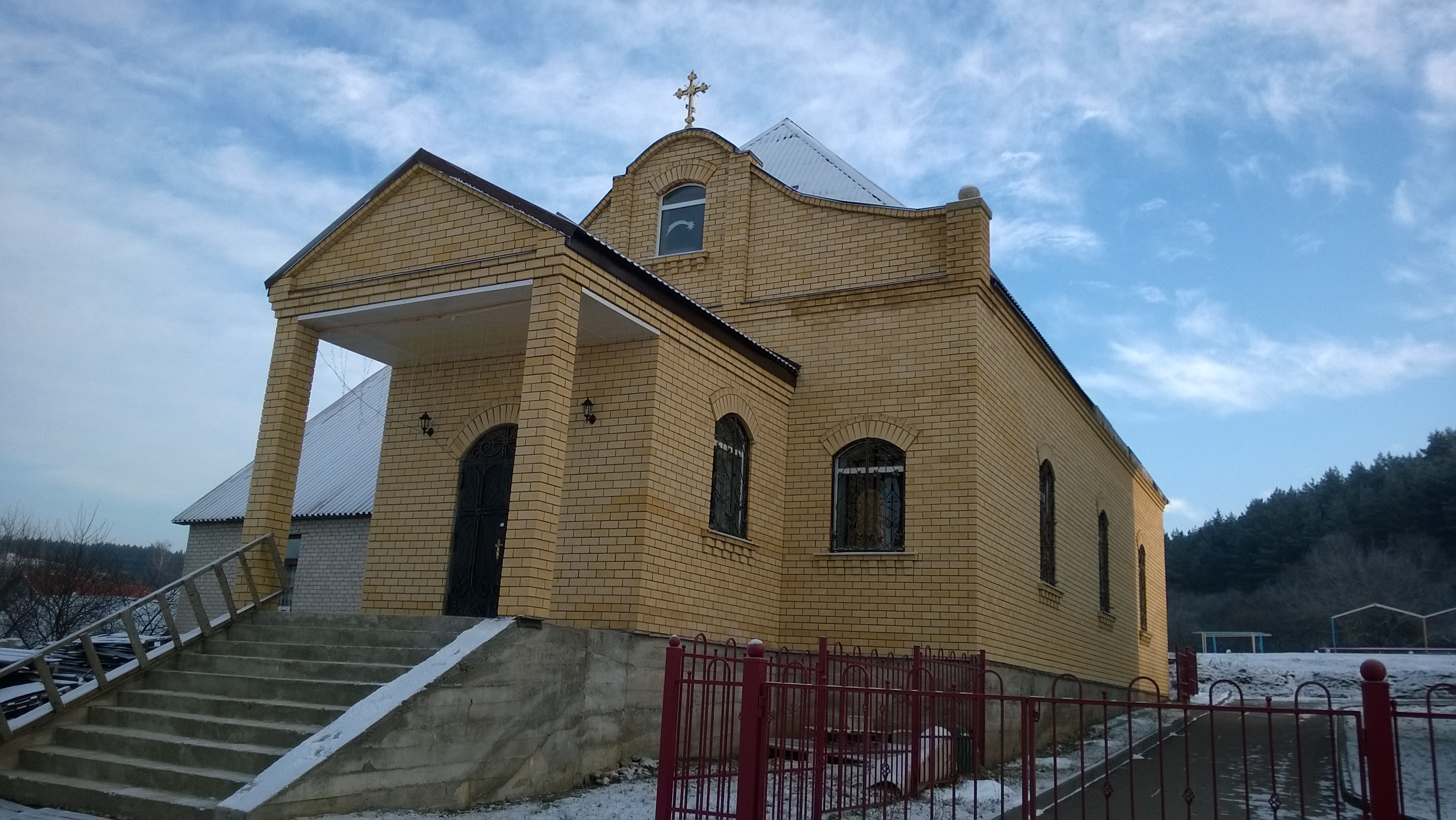
Cerkiew Przemienienia Pańskiego w Sopoćkiniach
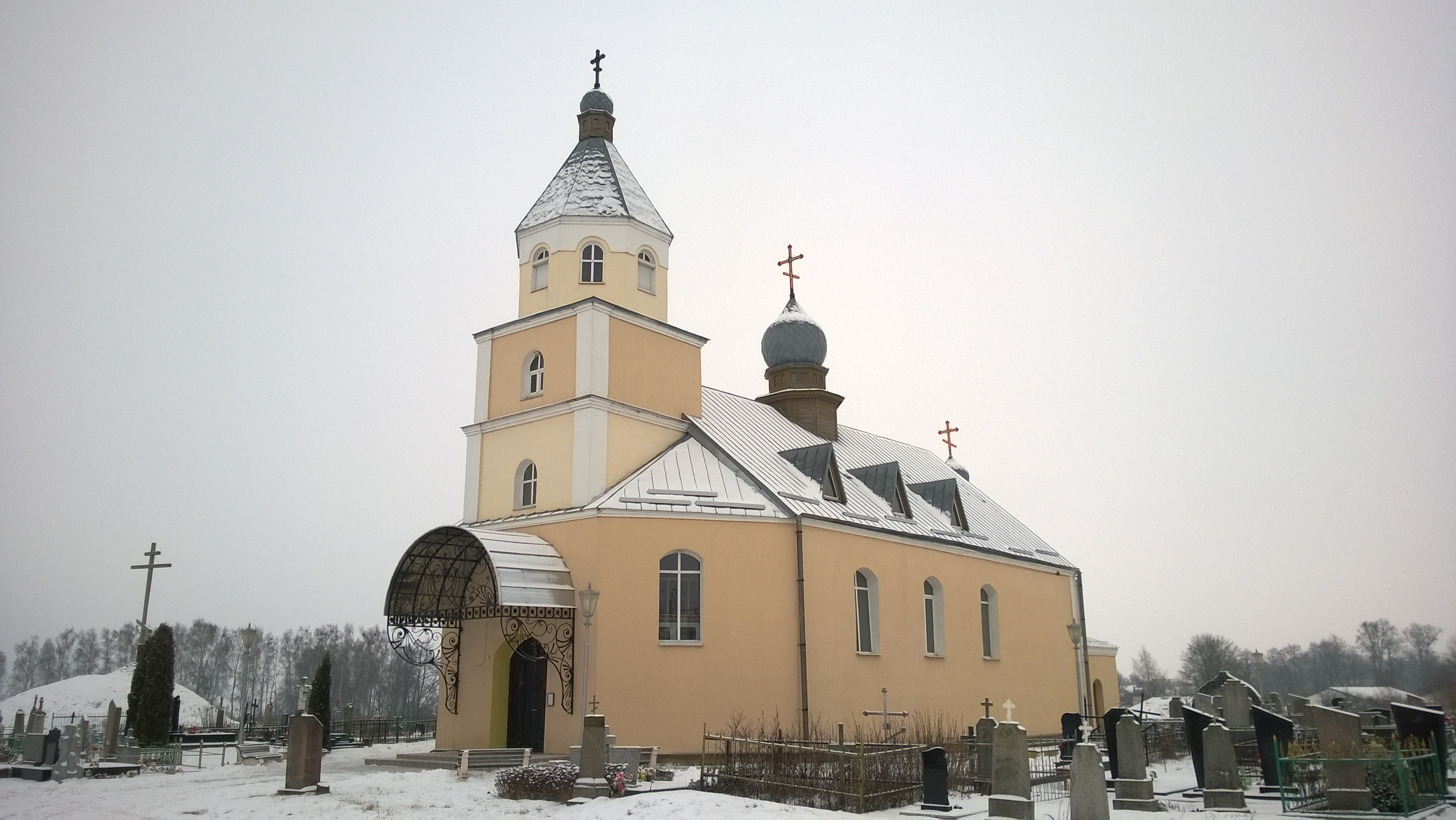
Cerkiew Podwyższenia Krzyża Pańskiego w Świsłoczy
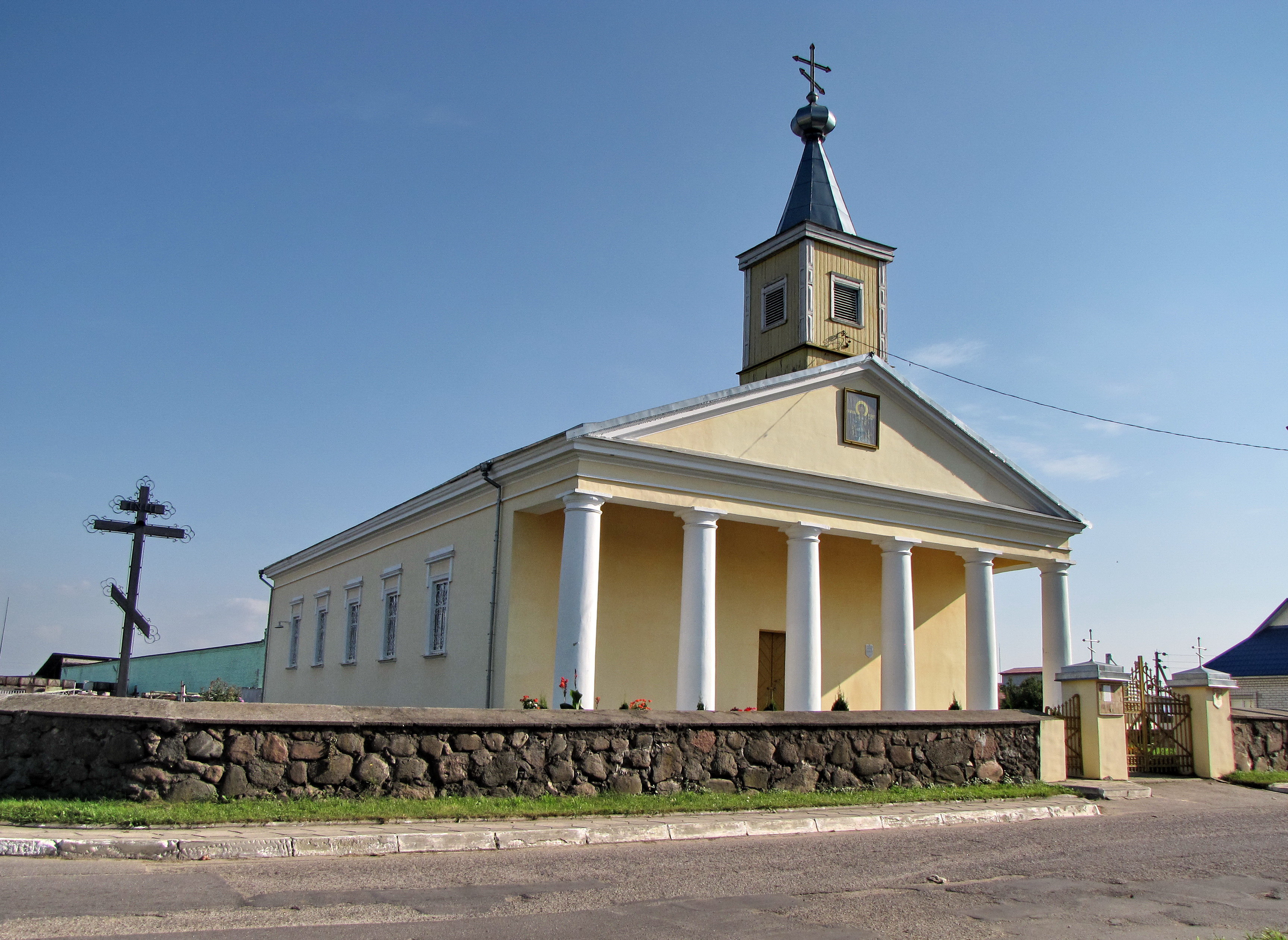
Cerkiew św. Aleksandra Newskiego w Wiercieliszkach
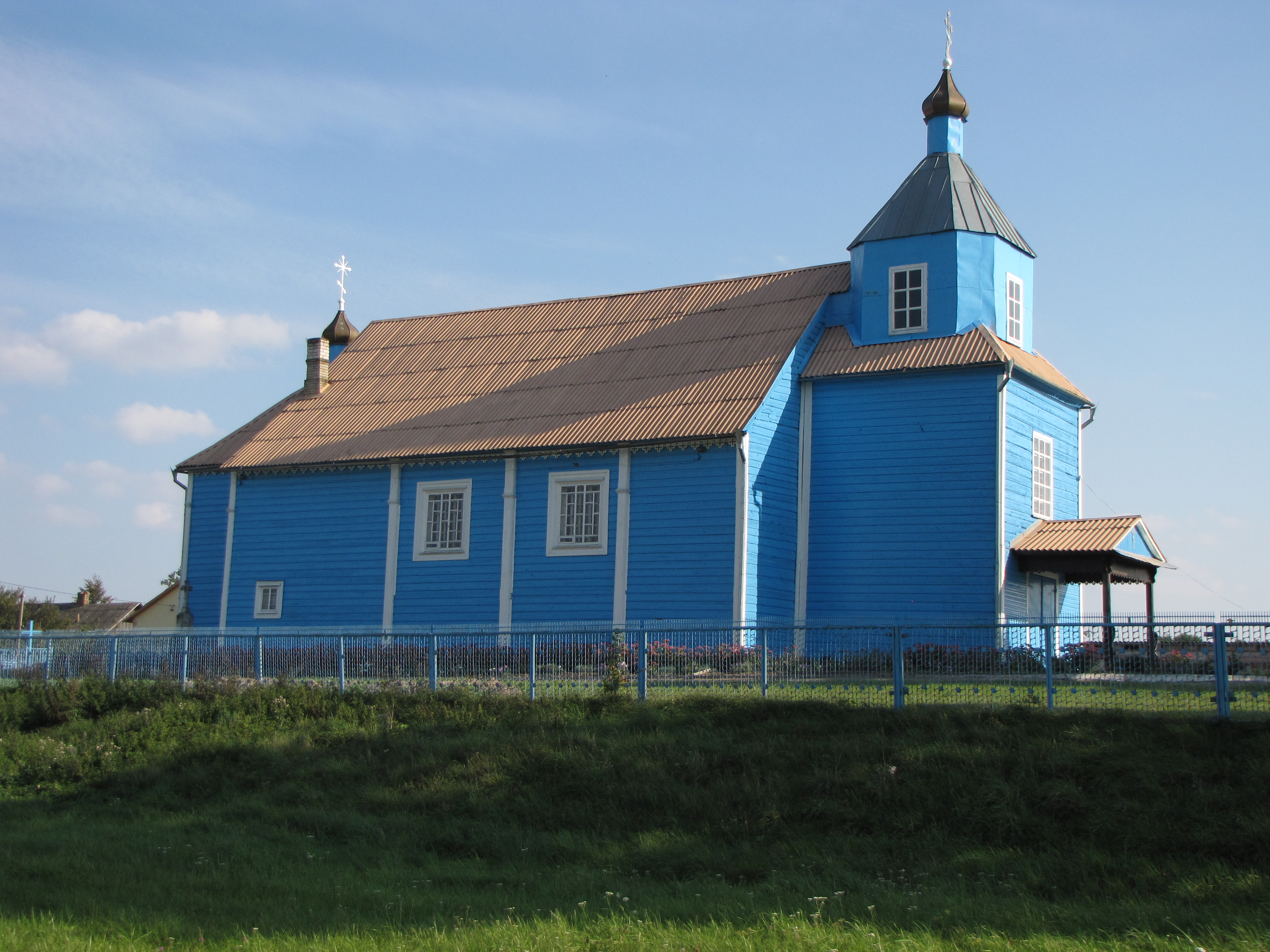
Cerkiew Zwiastowania Przenajświętszej Bogurodzicy w Żydomli